# میکائل گاراگاش
میکائل گاراگاش (ارمنی: Միքայել Գարագաշ؛ ۱۴ اوت ۱۸۹۰ – ۲۱ آوریل ۱۹۴۰) یک بازیگر اهل ارمنستان بود. وی بین سال‌های ۱۹۲۵ تا ۱۹۳۹ میلادی فعالیت می‌کرد.

## گزیده فیلمشناسی
از فیلم‌ها یا برنامه‌های تلویزیونی که وی در آن نقش داشته‌است می‌توان به آثار زیر اشاره کرد:
- ناموس (۱۹۲۵)
- شور و شورشور (۱۹۲۶)
- زاره (۱۹۲۶)
- روح شیطان (۱۹۲۷)
- خزپوش (۱۹۲۷)
- پپو (۱۹۳۵)
- زانگزور (۱۹۳۸)
- سیل کوهستانی (۱۹۳۹)